# 神秘哲学
神秘哲学（しんぴてつがく、英語:  Mystical Philosophy）とは、神秘主義の哲学である。

## 概要
神秘哲学はギリシア思想を起源とする。
絶対者や、絶対と相対の関係、魂の本質と働き、一や無などに関する思想である。
その後、この精神史はプロティノスへと至った。